# شون ديلي
شون ديلي (بالإنجليزية: Shawn Dailey)‏ هو موسيقي أمريكي، ولد في 7 ديسمبر 1981 في سانتا باربارا في الولايات المتحدة.